# Krešimir Fašaić
Krešimir Fašaić (Zagreb, 15. travnja 1942.), hrvatski je znanstvenik, inženjer kemijske tehnologije i ekolog.

## Životopis
Krešimir Fašaić rođen 15. travnja 1942. godine u Zagrebu. Roditelji su mu Josip Fašaić i Ana, rođ. Brezarić. Osnovno obrazovanje i četvrtu gimnaziju završio je u Zagrebu, a diplomirao je na Tehničkom fakultetu Sveučilišta u Mariboru, Odjel kemijske tehnologije.
Od 1968. do 1986. godine zaposlen na Institutu za slatkovodno ribarstvo u Zagrebu, a od 1986. godine na Fakultetu poljoprivrednih znanosti Sveučilišta u Zagrebu – radna jedinica Istraživačko-razvojni centar za ribarstvo.
Od 1992. godine radi u Ribarskom centru Zagreb kao voditelj kemijskog laboratorija i istraživačkog rada.
Na 2. Hrvatskom biološkom kongresu u Zadru od 1. do 6. listopada 1984. godine bio predsjedavajuči u sekciji Kopnene vode.
Bavi se problematikom kemijske kakvoće vode za potrebe uzgoja riba u šaranskim ribnjacima, odnosno otvorenim vodama (jezera i rijeke), uvođenjem novih metoda u ihtiohematologiji te primjenom suvremenih tehnologija u uzgojnom procesu proizvodnje ciprinidnih vrsta riba. Suautor je u više desetaka elaborata i studija iz područja ribogojstva i aktivni sudionik brojnih međunarodnih konferencija vezanih uz slatkovodno ribarstvo.
Napisao je više od stotinu znanstvenih i stručnih radova, objavljenih uglavnom u domaćim i stranim časopisima.
Sudjeluje na znanstvenim projektima Agronomskog, Prirodoslovno-matematičkog i Veterinarskog fakulteta Sveučilišta u Zagrebu.
Počasni je član Znanstvenog vijeća Mendelova Sveučilišta u Brnu i redoviti član češkog Zoološkog društva, Ihtiološka sekcija u Pragu.
Upisan je 1989. godine u registar istraživača rješenjem Republičkog komiteta za znanost, tehnologiju i informatiku.

## Djela
- Hrvatsko-češki rječnik za ribarsku struku-Česko-chorvatsky slovnik z oboru rybarstvi, Intergrafika, Zagreb, 2002. (suautor Zdeněk Adámek)[2]
- Višejezični rječnik za ribarsku struku, Veterinarski fakultet Sveučilišta, Zagreb, 2014. (suautori Hrvoje Gomerčić, Zdeněk Adámek i Tomislav Gomerčić)[3]
- Debeljak, L., Fašaić, K., Adamek, Z. & Odak, T. (2003) SOUVISLOSTI MEZI ROZVOJEM SUBMERSNÍCH MAKROFYT A PRODUKCÍ KAPRA V RYBNÍCÍCH. Bulletin (Výzkumný ústav rybářský a hydrobiologický Vodňany), 4 (?),  175-180.[4]
- Fašaić, K., Stojić, B., Debeljak, L. & Gačić, V. (1997) Kemizam vode različito gnojenih šaranskih rastilišta. Ribarstvo, 55 (3),  111-119.[5]
- Fašaić, K. (1996) Promjene kemijske kakvoće izlazne vode iz šaranskih ribnjaka u odnosu na dotočnu vodu. Ribarstvo, 54 (4),  181-192.[6]
- Debeljak, L., Bebek, Ž., Fašaić, K., Mrakovčić, M. &  (1992) Djelovanje vodenih makrofita na količinu kisika u vodi šaranskih ribnjaka. Ribarstvo, 47 (1-2),  5-12.[7]
- Debeljak Lj., Fašaić K., Pleiće D., (1979): Intenzifikacija mladunaca šarana primjenom mineralnih i organskih gnojiva. Rib. Jugosl. 4, 77-80.[8]
- Debeljak Lj., Fasaić K., (1980): Suhi kvasac u ishrani mladunaca Šarana, Rib. Jugosl., 5, 97-100[9]
- Homen Z., Fašaić K., (1981): Dinamika rasta potočne pastrve (Salmo trutta m. fario L. 1758) u rijeci Zrmanji i pritokama. Rbi. Jugosl. 3, 57-61[10]
- Popović J., Fašaić K., (1982): Sezonske promjene alometrijskog rasta u potočnih pastrva (Salmo trutta m. fario L.) iz rijeke Zrmanje. Rib. Jugosl. 3, 49-53[11]
- Fašaić K., (1983): Značenje hidrokemije u ribarstvu. Rib. Jugosl. 2, 28-30[12]
- Fašaić K., Debeljak Lj., Chavrak D., (1984): Hidrokemijski režim Šaranskih ribnjaka u uvjetima intenzivne gnojidbe. Savez društava ekologa Jugoslavije, 2, 165-168
- Popović J., Fašaić K., Homen Z., (1984): Komparativno ispitivanje odnosa dužina i masa jegulja (Anguilla anguilla .L 1958.) iz dva različita ekosistema. Ichthylogia Vol. 16. 1-2, 29-41
- Fašaić K., Debeljak Lj., Popović J., Gabrić Z., Krnjaković S., (1984): Uzgoj Šaranskog mlađa u uvjetima intenzivne gnojidbe. Ichthyologia. Vol. 16, 1-2, 85-101[13]
- Habeković D., Homen Z., Fašaić K., (1984): Ihtiofauna Save. Savez društava ekologa Jugoslavije. .1 180.[14]
- Gomerčić H., Kozarić Z., Frank A., FašaićK ., Babac-Pašagić G., (1984): Mikroskopska građa gušterače kečige (Acipenser ruthenus L.). Hrvatsko biološko društvo Zagreb. 166-169
- GomerčićH., Fašaić K., Jamnicky B., Frank A., Babac-Pašagić G., (1984): Građa gušterače sivog glavaša (Aristichthys nobilis Richardson 1844.). Hrvatsko biološko društvo Zagreb. .1 168-169
- Vuković S., Gomerčić H., Fašaić K., Jukić Brestovac V., (1984): Građa bubrega sivog glavaša (Aristichthys nobilis Richardson 1844.). Hrvatsko biološko društvo, Zagreb. .1 170-171.
- Debeljak Lj. Fašaić K. (1985): Dnevne promjene nekih hidrokemijskih pokazatelja u Šaranskom ribnjaku Vet. arhiv. Vol. 5 1, 23-30
- Fašaić K., (1985): Hidrokemijski režim Šaranskih ribnjaka u prvoj godini proizvodnje. Ekologija. Vol. 22., 2., 75-85.[15]
- Debeljak Lj. Fašaić K. (1985): Hidrokemijski režim mladičnjaka u uvjetima organsko mineralne gnojidbe. Ekologija. Vol. 20.1. 37-46.[16]
- Fašaić K., Debeljak Lj., (1986): Hidrokemijski režim u ribnjacima za vrijeme zimovanja mlada biljojeda u uvjetima povećane guštice nasada. Rib. Jugosl. 1-2, 1-7.[17]
- Fašaić K., Debeljak Lj., (1986): Hidrokemijske karakteristike rijeke Drave s gledišta ribarstva. Institut za vodoprivredu "Jaroslav Cerni". 4, 1933-1944.
- Debeljak Lj., Fašaić K., (1986): Ishrana potočne pastrve (Salmo trutta m. fario L.) u akumulacijskom jezeru Bajer i potoku Lepenica. Ichthyos, 3, 1-7.[18]
- Popović J., Fašaić K., (1986): Kvalitativno kvantitativne karakteristike Ihtiofaune na području Virovitice. Ekologija. Vol. 21, 1, 41-52.[19]
- Fašaić K., Debeljak Lj., (1986): Djelovanje mineralnih gnojiva na hidrokemijski režim Šaranskih ribnjaka. Unija bioloških naučnih društava Jugoslavije. 1, 396.
- Vuković S., Kožarić Z., Gomerčić H., Fašaić K., Jukić-Brestovac V., (1986): Histomorfološke i histokemijske osobitosti organa sivog glavaša. Unija bioloških naučnih društava Jugoslavije .1 327.
- Gomerčić H., Vuković S., Kozarić Z., Fašaić K., Gomerčić V., Pjevač J., (1986): Eksperimentalni dijabetes u ribe sivi glavaš. Unija bioloških naučnih društava Jugoslavije. 1. 327.
- Fašaić K. (1987): Dinamika nekih hidrokemijskih pokazatelja u Šaranskim ribnjacima. Hrvatsko biološko društvo, Zagreb, 1, 156-157.
- Debeljak Lj., Turk M., Fašaić K., (1987): Polikultura u Šaranskim ribnjacima s osvrtom na Šarana i sivog glavaša. Rib. Jugosl. 4-5, 101-106.[20]
- Fašaić K., Debeljak Lj., Popović J., (1987): Kemizam vode i bioprodukcija nekih voda stajačica u dolini rijeke Drave s gledišta ribarstva. Unija bioloških naučnih društava Jugoslavije. 1. 396.
- Debeljak Lj. Fašaić K., (1986): Hidrokemijski režim u uvjetima tradicionalnog uzgoja riba u Šaranskim ribnjacima. Jugoslavenska akademija znanosti i umjetnosti i Veterinarski fakultet Sveučilišta u Zagrebu, 1, 40-42.
- Turk M., Debeljak Lj., Fašaić K., (1987): Rezultati uzgoja biljojednih riba u ribnjačarstvima Hrvatske u razdoblju 1977-1986. Rib. Jugosl. 6, 128-129.[21]
- Fašaić K., (1987): Bilješke sa studijskog putovanja u ČSSR. Rib. Jugosl. 2-3, 40-42.[22]
- Fašaić K., Adámek Z., (1987): Konferencija toksikologa u Milenovicama (južna Češka). Rib. Jugosl. 2, 38-40.2[23]
- Fašaić K., Debeljak Lj., Popović J., (1988): Kvaliteta sportskih ribolovnih voda u dolini rijeke Drave kod Virovitice. Rib. Jugosl. 3, 45-48.[24]
- Paláčkova J., Gajdüšek S., Jirásek J., Fašaić K., (1989): Effect of Sublethal Concentration of Ammonia in Water on Changes in and Correlations of some Biochemical Indices in Carp fry (Cyprinus Carpio L.). Ichthyologia. Vol. 22. No. 1. 57-67.[25]
- Fašaić K., Paláčková J., Pravda D., Jirásek J., (1988): Hematological and Biochemical Values of Rainbow Trout (Salmo gairdneri Rich. ) under Conditions of Intensive Fish Farming. Vet. arhiv, Vol. 58 (6) 285-289.[26]
- Fašaić K., Pravda D., Palačková J., Jirásek J., (1989): Contribution to Studies on Basic Hematological Parameters of Carp Fingerling and Two-Year Old Carp (Cyprinus cardio L.). Poljoprivredna znanstvena smotra. Vol. 54. 3-4. 187-192.
- Fašaić K., Adámek Z. (1989): Konferencija o uzgoju salmonidnih vrsta riba. Rib. Jugosl. 44. 18-21[27]
- Fašaić K., Palácková J. (1989): Hidrochemical regim in intensiveproduction Carp ponds. Nitra. V znam malych polnohospodarstkych pre ribarstvo a ochranu prostredia krajiny. 207-215.
- Debeljak Lj., Treer T., Fašaić K. (1989): The development of zooplankton in intensive production carp ponds. Zbornik referatov vedecke konferencije. Nitra 193-206.
- Fašaić K., Debeljak Lj., Adamek Z. (1989): The effect of mineral fertilization in water chemistry of carp ponds. Acta Ichtiologica et piscariota. Vol. XIX Fasc. 1, 71-86.[28]
- Fašaić K., Paláčkova J. (1989): Hodonty vybranich hematologickobiochemickych ukazatelü krve nasady kapra (Cyprinus carpio L.) pri zvysené hustote obsádky. 2. Celostätni ichtyohematologicka konference ze zahranicni účasti. 7-14.
- Fašaić K., (1989): Uticaj akumulacijskih jezera na kvalitetu vode rijeke Cetine s gledišta ribarstva. Zbornik radova sa savjetovanja o ribarstvu na hidroakumulacijama, Mostar, 1989. 1-8.
- Lazar V., Fašaić K., Šilhavy V., Jirásek J., (1989): Perspektive uzgoja pataka na vodama. Bilten poljoprivreda. 9-10, 243-246.
- Fašaić K., Adámek Z., (1990): Ribarstvo u Češkoslovačkoj. Rib. Jugosl. 45, (3), 59-64[29]
- Fašaić K. Pálačková J. (1990): Total protein and serum protein fraction values in two- years carp (Cyprinus carpio L.). Ichthyologia. Vol. 22, No 1, 23-30[30]
- Fašaić K. (1990): Međunarodna ihtiohematološka konferencija. Litomišil. Českoslovačka. Rib. Jugosl. 45. (1-2). 31-34.[31]
- Adamek Z., Fašaić K., Debeljak Lj. (1990): Lower temperature limits of plant food intake in young grass carp(Ctenopharingodon idella Val.). Ichthyologia, Vol. 22, No 1, 1-[32]
- Palačková J., Gajdüšek S., Jirásek J., Fašaić K. (1990): Effect of sublethal concentration of ammonia in water on changes in and correlations, of some biochemical indices in carp fry (Cvorinus carpio L.). Ichthvologia. Vol. 22. No 1.57-67[33]
- Debeljak Li. Vainberger A., Fašaić K., Turk M. (1990): Mineral fertilization in the function of intensification of fish production in carp fish ponds. Ichthyologia, Vol. 22, No 1, 9-22.[34]
- Habekovič D., Homen Z., Fašaić K. (1990): Ihtiofauna dijela rijeke Save. Rib. Jugosl. 45. 8-14.[35]
- Fašaić K., Pálačková J., Paul A. (1990): Condition of two-year-old carp (Cyprinus carpio L.) during wintering. Proceedings of FAO-EIFAC Symposium on Production Enhancement inStill-Water Pond Culture. Prague. 437-444.
- Fašaić k., Mrakovčić M., Mišetić S. (1990): Kemizam vode i ihtioprodukcija Visovačkog jezera. Zbornik radova sa Simpozija: NP Krka - stanje istrazenosti i problemi zaštite ekosistema, Zagreb, 365-375.
- Debeljak Lj., Turk M., Fašaić K., Popović J. (1990): Mineral fertilizers and fish production in carp fish ponds. Proceedings of FAO-EIFAC Symposium on Production Enhancement in Still-Water Pond Culture. Praque 187-193.
- Fašaić K. (1991): Menocain - novi českoslovački anestetik za ribe, Ribarstvo, 46, 65-67[36]
- Debeljak Lj., Bebek Z., Fašaić K., Mrakovčić M. (1992): Djelovanje vodnih makrofita na količinu kisika u vodi Šaranskih ribnjaka, Ribarstvo, 57, (1-2) 5-12[37]
- Fašaić K., Debeljak Lj., Turk M. (1992): Problémy zimováni ryb v rybnich Chorvatské Republiky. Odborná konference "Komorovani kapriho plüdku", VŠZ a VTS. Bro, 51-59.
- Pálacková J., Pravda D., Fasaié K., Čelechovská O. (1992): Sublethal physiological effect of cadmium on carp (Cyprinus carpio L.) fingerlings. Symposium on sublethal and chronic toxic effects of volutants on freshwater fish FAO-EIFAC. Lugano, 5.
- Debeljak Li. Fašaić K. (1992): Kemizam vode u šaranskim ribnjacima, Ribarstvo, 47, (3-4), 89-99[38]
- Fašaić K. (1992): Međunarodni seminar o bolestima i intoksikacija slatkovodnih riba, Ribarstvo, 47, (3-4), 118-119.[39]
- Paláčková J., Fašaić K., Pravda D., Čelechovská O. (1992): Effect of cadmium in water on the concetration oftotal protein and protein fractions in blood plasmaof thecarp (Cyprinus carpioL) fingerling. Veterinarski arhiv, 62, (3), 187-196
- Fašaić K., Debeljak Lj., Paláčková J., Paul A. (1992): Karakteristike dvogodišnjeg Šarana (Cyprinus carpio L.) u uvetima različitih tehnologija, Poljoprivredna znanstvena smotra. Vol. 57 (2) 261-276[40]
- Fašaić K., Paláčkova J., Debeljak Lj., Paul A., Simunić I., Krnjaković S. (1992): Hematološko - biokemijske karakteristike Šarana (Cyprinus carpio L.) i okolišni čimbenici u intenzivnim i tradicionalnim ribnjacima. Poljoprivredna znanstvena smotra, 57, (3-4), 435-452[41]
- Debeljak Lj.,Bebek Z., Fašaić K., Mrakovčić M. (1992): Djelovanje vodnih makrofita na količinu kisika u vodi Šaranskih ribnjaka. Ribarstvo, 47, (1-2), 5-12.[42]
- Fašaić K., Jirásek J. (1993): Konferencija o problemima zimovanja Šaranskog mlada (Cyprinus carpio L.) na Poljoprivrednom fakultetu u Brnu (Ceskoslova¿ka). Ribarstvo, 48, (1), 33-36.
- Fašaić K., Debeljak Lj., Turk M. (1993): Tezké kovy v rybách Chorvatské republiky. Sbornik referatu. Toxicica a biodegradabilita otpadu a latek vyznamnych ve vodnim orostredi. Milenovice. 66-170
- Fašaić K., Adamek Z. (1993): Changes of blood puncture in one and two-year-old carp (Cyprinus carpio L.) during wintering. Procedings of the 3rd Ichthyohaematological Conference (ur. Vvhusova B.). Litom$l. 15-18[43]
- Debeljak Lj., Fašaić K., Bebek Ž,. Adámek Z., Slačanac D. (1993): Poboljšanje kvalitete vode u Šaranskim ribnjacima, Ribarstvo, 48, (3), 89-96.[44]
- Adamek Z., Fašaić K., Paul A., Lemešić M. (1993): The effect of 2-phenoxyethanol narcosis on blood parameters of young carp (Cyprinus carpio L.) Vet. arhiv. 63, (5), 245-250
- Debeljak L j., Adamek Z., Fašaić K., Jirasek J. (1993): Food of carp fry under conditions of intensive fertilizing. Ichthyos, Vol. 10, 12. 35-44[45]
- Fašaić K. (1994): Toksičnost i biološka razgradnja otpada i tvari važnih za vodenu sredinu, Ribarstvo, 52, (1), 49-50.[46]
- Fašaić K. (1994): Treća ihtiohematološka konferencija, Ribarstvo. 52, (2), 91-92.
- Fašaić K., Debeljak Lj., Stojić B., Turk M. (1994): Djelovanje tehnoloških mjera na promjenu kemizma vode Šaranskih ribnjaka, Ribarstvo. 52, (3), 107-117.[47]
- Leiner S., Fašaić K., Turk M. (1994): The tench (Tinca tinca L. 1758) distribution in Croatian waters and its commercial importance. International Workshop on Biology and Culture of the Tench (Tina tinca L.). The Research Institute of Fish Culture and Hydrobiology, Vodnany and The National Museum of Agriculture: Forestry, Fishery and Hunting, Ohrada Hunting, Ohrada Hunting Lodge by Hluboka nadVItavu, 5.5
- Fašaić. . Adámek Z. (1994): Ihtiološka konferenciia u Vodnianima (Češka Republika). Ribarstvo. 52. (4). 172-174.
- Paláčková J., Pravda D., Fašaić K., Celechovská O. (1994): Sublethai prisiological effects of Cd on Carp Fingerlings. In: R. Mühler and R. Lloyd, Subietnai ana Chronic Effects of Pollutans on Freshwater Fish. Proceeding FAO. Mav. 19%- Lugano, Switzerland. Fishing News Books, Universiti Press, Cambridge. PP 53-61.
- Fašaić K. (1995): Međunarodna konferencija o biologiji i uzgoju linjaka, Ribarstvo, 53, (1). 45-55.[48]
- Debeljak Lj., Jirásek J., Bebek,. Fasaic K. (1995): Technologie odchovu kaptiho slüdku v rybnich podminkach Chorvatska. Sbornik referatü z mezinarodni konference. B r o .1 a 2. prosince 1994. 43-48.
- Adamek Z., Fašaić K., Tarhovisky R. (1995): Toxikologická a anasteziologická charákteristika strevlicky vychodni (Pseudorasbora parva) a jeji tolerance .I nepriznivim Dodminkam prostredi. Sbornik referati ze 7. konference (ur. Machova J., Vyhusova B., Svobodova Zdenka), Toxicita a biodegradabilita otpadu a latek vvznamich ve vodnim prostredi. Milenovice, 65-69.
- Debeljak Lj., Turk M., Fašaić K., Stojič B. (1995): Proizvodnja konzumnog šarana (Cyprinus carpio L.) u polikulturi uz različito prihranjivanje. Ribarstvo,53, (3), 82- 94[49]
- Fašaić K., Debeljak Lj., Adámek Z. (1995): Neki hematološki pokazatelji u uzgoju dvogodišnjeg šarana (Cyprinus Carpio L.). Ribarstvo, 53 (3), 95-103.[50]
- Fašaić K. (1995): Toksičnost i biološka razgradnja otpadnih tvari u vodnoj sredini. Ribarstvo. 53, (4), 170-171.[51]
- Fašaić K., Adámek Z., Debeljak Lj. (1995): Selected hematological parameters in two year - old common carp (Cyprinus Carpio L.) culture, Ichthyohaematology 4rd conference. Hluboka nad VItavou.
- Fašaić K., Debeljak Lj., Erben R., Turk M. (1996): Promjena kemizma vode u Šaranskim ribnjacima. Ribarstvo (2), 65-74.[52]
- Fašaić K. (1996): Posjet znanstvenim ribarskim institucijama u Češkoj republici. Ribarstvo. Vol. 54 (2) 93-97.
- Adamek Z., Horecka M., Fašaić K. (1996): Food Relationship among young Fench (Tinca tinca L.) Grass Carp (Ctenopharingodon idella Val) and Silver Carp (Hypophtalmicthys molitrix Val) in Polvcultures. Ichthvos. Vol. 13 No. 1 50-61
- Fašaić K. (1996): IV Itiohematološka konferencija (HIluboka nad VItavou, Češka). Ribarstvo, 54 (3), 135-136.[53]
- Fašaić K., (1996): Promjena kemijske kakvoće vode iz Šaranskih ribnjaka u odnosu na dotočnu vodu. Ribarstvo, 54, (4). 181-192.[54]
- Fašaić K. (1996): Problemi i korištenje ihtiohematoloških istraživanja u slatkovodnom 3Darstvu. I. Nacionalno znanstveno-stručno savjetovanje ("Održivost ribnjačarske proizvodnje Hrvatske", Ribarski dani "Osijek 96"
- Fašaić K. (1997): Sedamdeset pet godina postojanja istraživačkog instituta za ribarstvo i hidrobilogoju u Vodnjanima u Češkoj. Ribarstvo, 55 (1), 40-42.[55]
- Fašaić K., Stojić B., Debeljak Lj., Gačić V. (1997.): Kemizam vode različito gnojenih Šaranskih rastilišta. Ribarstvo, 55, (3), 111-119.[56]
- Fašaić, K. (1999): Peta međunarodna ihitološka konferencija. Ribarstvo, Vol. 57 (1) 42-43.
- Debeljak, Lj., Fašaić, K. (1999): Uzgoj jednogodišnjeg šaranskog mlađa u različitoj gustoći nasada. Ribarstvo, 57 (3): 113-123.[57]
- Fašaić, K. (2000) Pedeset godina studija ribarske specijalizacije na Mendeleovu sveučilištu poljoprivrede i šumarstva u Brnu. Ribarstvo : znanstveno-stručni časopis za ribarstvo, 58 (1),  25-26.[58]
- Jirasek, J. & Fašaić, K. (2000) Jesetre (Acipenseridae) - relikti prapovijesne ihtiofaune. Ribarstvo (1992), 58 (2),  45-54.[59]
- Debeljak, Lj., Fašaić, K., Adámek, Z., Odak, T. (2002): Relation between the development of submersed macrophytes and carp production in fishponds. Bulletin VÚHR Vodňany, 4, 175-179.
- Debeljak, Lj., Fašaić, K., Odak, T. (2002): Djelovanje vodenih makrofita na proizvodnju šarana. III Nacionalno znanstveno-stručno savjetovanje s međunarodnim sudjelovanjem, Bizovac, 17.[60]
- Opačak, A., Fašaić, K. (2004): Situation and perspectives of the freswater fishery in the republic of Croatia. Sbornik referátů z konference s mezinárodni účasti Brno. Ústav rybářstvi a hydrobiologie MZLU v Brne. 33-41.

## Osobni život
Oženjen je s dr.sc. Ljubicom Debeljak, znanstvenom savjetnicom.
Višestruki je veteranski prvak Hrvatske u stolnom tenisu. Od 2019. godine pokrovitelj je prijelaznog pehara – KREŠIMIR FAŠAIĆ – na Međunarodnom turniru u stolnom tenisu, TERME ČATEŽ.
Lovac je i dugogodišnji član Lovačkog društva »Fazan« Ferdinandovac.

## Vanjske poveznice
- Bibliografija Krešimira Fašaića, bib.irb.hr